# Umihana Čuvidina
 Umihana Čuvidina (Sarajevo, oko 1794. – Sarajevo, oko 1870.) bila je bosanskohercegovačka pjesnikinja. Odrastala je u obrtničkoj obitelji, a pjesme je počela pisati nakon pogibije zaručnika Muje. 

## Djela
- ljubavne pjesme

## Vanjske poveznice
- Čamdži Mujo i lijepa Uma  Arhivirana inačica izvorne stranice od 4. veljače 2012. (Wayback Machine)